# Ostoja Żyznów
Ostoja Żyznów – obszar mający znaczenie dla Wspólnoty (planowany specjalny obszar ochrony siedlisk) sieci Natura 2000 znajdujący się w województwie świętokrzyskim. Kod obszaru: PLH260036, powierzchnia 4480,03 ha.
Ostoja Żyznów położona jest w obrębie trzech mezoregionów: Wyżyna Sandomierska, Góry Świętokrzyskie oraz Pogórze Szydłowskie.
Obszar Ostoi znajduje się na terenie gmin: Bogoria, Iwaniska, Klimontów, Łoniów, Osiek, Staszów oraz Opatów.
W większości obszar Ostoi pokrywa znacznej grubości pokrywa lessowa, co sprawia, że powierzchnia terenu jest dosyć płaska. Średnia wysokość wynosi 220–290 m n.p.m. Najwyższy punkt wznosi się na wysokość 305 m n.p.m. Obszar ten jest poprzecinany doliną rzeki Koprzywianki oraz gęstą siecią dolin jej w większości bezimiennych dopływów. Dodatkowo obszar jest poprzecinany bardzo gęstą siecią wąwozów lessowych, parowów, skarp śródpolnych oraz wzgórz o stromych ścianach porosłych murawą kserotermiczną. W dolinie Koprzywianki oraz dolinach jej dopływów można znaleźć wychodnie starych skał z ery paleozoicznej, np.: kambru dolnego. Na rzece Koprzywiance w miejscowości Szymanowice Dolne utworzono rozległy zbiornik wodny. Największym dopływem Koprzywianki na tym obszarze jest Kacanka.

## Świat roślinny
Na obszarze Ostoi przeważającymi zbiorowiskami leśnymi są bory sosnowe i bory mieszane, trafiają się również różnego typu zbiorowiska grądowe.
Na obszarze Ostoi stwierdzono siedliska wymienione w załączniku I dyrektywy siedliskowej:
- Grąd środkowoeuropejski i subkontynentalny (Galio-Carpinetum, Tilio-Carpinetum)
- Niżowe i górskie świeże łąki użytkowane ekstensywnie (Arhenatherion elatioris)
- Pomorski kwaśny las brzozowo-dębowy (Betulo-Quercetum)
- Murawy kserotermiczne (Festuco-Brometea)
- Bory i lasy bagienne (Vaccinio uliginosi-Betuletum pubescentis, Vaccinio uliginosi-Pinetum, Pino mugo-Sphagnetum, Sphagno girgensohnii-Piceetum i brzozowo-sosnowe bagienne lasy borealne)
- Starorzecza i naturalne eutroficzne zbiorniki wodne ze zbiorowiskami z Nympheion, Potamion
- Łęgi wierzbowe, topolowe, olszowe i jesionowe (Salicetum albo-fragilis, Populetum albae, Alnenion glutinoso-incanae, olsy źródliskowe)
- Kwaśne buczyny (Luzulo-Fagenion)
- Wapienne ściany skalne ze zbiorowiskami Potentilletalia caulescentis
- Torfowiska przejściowe i trzęsawiska (przeważnie z roślinnością z Scheuchzerio-Caricetea)
- Torfowiska wysokie z roślinnością torfotwórczą (żywe)
- Zmiennowilgotne łąki trzęślicowe (Molinion)
- Ciepłolubne, śródlądowe murawy napiaskowe (Koelerion glaucae)
- Nizinne i podgórskie rzeki ze zbiorowiskami włosieniczników Ranunculion fluitantis
- Łęgowe lasy dębowo-wiązowo-jesionowe (Ficario-Ulmetum)

Na terenach porosłych różnymi typami muraw kserotermicznych występuje wiele rzadkich i zagrożonych w skali kraju gatunków roślin, m.in.:

- wiśnia karłowata,
- ortanta żółta (zagorzałek żółty),
- tojad mołdawski,
- tojad dzióbaty,
- czosnek siatkowaty,
- naradka północna,
- zawilec wielkokwiatowy,
- parzydło leśne,
- marzanka pagórkowa,
- aster gawędka,
- dzwonek syberyjski,
- turzyca niska,
- buławnik wielkokwiatowy,
- buławnik mieczolistny,
- buławnik czerwony,
- pomocnik baldaszkowy,
- szalej jadowity,
- pluskwica europejska,
- powojnik prosty,
- irga zwyczajna,
- kukułka plamista,
- kukułka szerokolistna
- wawrzynek wilczełyko
- naparstnica zwyczajna
- kruszczyk szerokolistny
- kruszczyk błotny
- wilczomlecz migdałolistny
- kostrzewa blada
- śnieżyczka przebiśnieg
- goryczka krzyżowa
- tajęża jednostronna
- wroniec widlasty
- oman wąskolistny
- rojownik pospolity
- strzęplica sina
- groszek wschodniokarpacki
- lilia złotogłów
- listera jajowata
- grążel żółty
- koniczyna pagórkowa
- koniczyna długokłosowa
- pływacz drobny
- kozłek wąskolistny
- ciemiężyca zielona
- przetacznik pagórkowy

## Świat zwierzęcy
Na terenie Ostoi Żyznów stwierdzono występowanie objętych ścisłą ochroną gatunków zwierząt wymienionych w załączniku II dyrektywy siedliskowej:
- mopek zachodni,
- bóbr europejski,
- wydra,
- kumak nizinny,
- minóg strumieniowy,
- głowacz białopłetwy,
- skójka gruboskorupowa (rzeka Koprzywianka),
- poczwarówka zwężona,
- trzepla zielona,
- modraszek telejus,
- modraszek nausitous,
- czerwończyk nieparek,
- czerwończyk fioletek,
- pachnica dębowa.

Znacznie częściej można takie gatunki zwierząt jak:

- kuna domowa,
- borsuk,
- gronostaj,
- łasica,
- wiewiórka pospolita,
- ropucha szara,
- ropucha zielona,
- rzekotka drzewna,
- żaba wodna,
- żaba trawna,
- traszka zwyczajna,
- padalec zwyczajny,
- gniewosz plamisty,
- jaszczurka zwinka,
- jaszczurka żyworodna,
- zaskroniec zwyczajny,
- słonecznica,
- rak szlachetny,
- biegacz zwężony,
- mieniak strużnik,
- mieniak tęczowiec,
- paź żeglarz,
- pokłonnik osinowiec,
- paź królowej,
- szklarka zielona.

Na terenie Ostoi stwierdzono również występowanie objętych ścisłą ochroną gatunków ptaków wymienionych w I załączniku dyrektywy ptasiej:
- zimorodek zwyczajny,
- dzięcioł czarny,
- gąsiorek (dzierzba gąsiorek),
- błotniak stawowy,
- błotniak łąkowy
- derkacz.